# Bennettitales
Cycadeoidales (Bennettitales) è un ordine di piante fossili appartenente alle Spermatofite comparso nel Triassico ed estintosi verso la fine del Cretaceo.
Alcune specie erano caratterizzate da un fusto sottile e foglie pinnate simili a quelle delle cycas, dalle quali differivano per la diversa disposizioni degli stomi.
Esso comprende due famiglie: le Cycadeoidaceae, rappresentate da Cycadeoidea, Cycadella, Monanthesia  e le Williamsoniaeae che comprendevano Williamsonia, Williamsoniella, Wielandella e Ischnophyton.

## Sistematica delle Bennettitales
Le Bennettitales furono inserite tra le antofite, essendo state considerate per molto tempo affini alle piante da fiore a causa delle loro strutture fiorali.  Tuttavia, ulteriori studi morfologici hanno dimostrato che le antofite sono polifiletiche e che le Bennettitales invece sono più vicine a cycas, ginkgo e conifere piuttosto che alle angiosperme.

## Galleria d'immagini

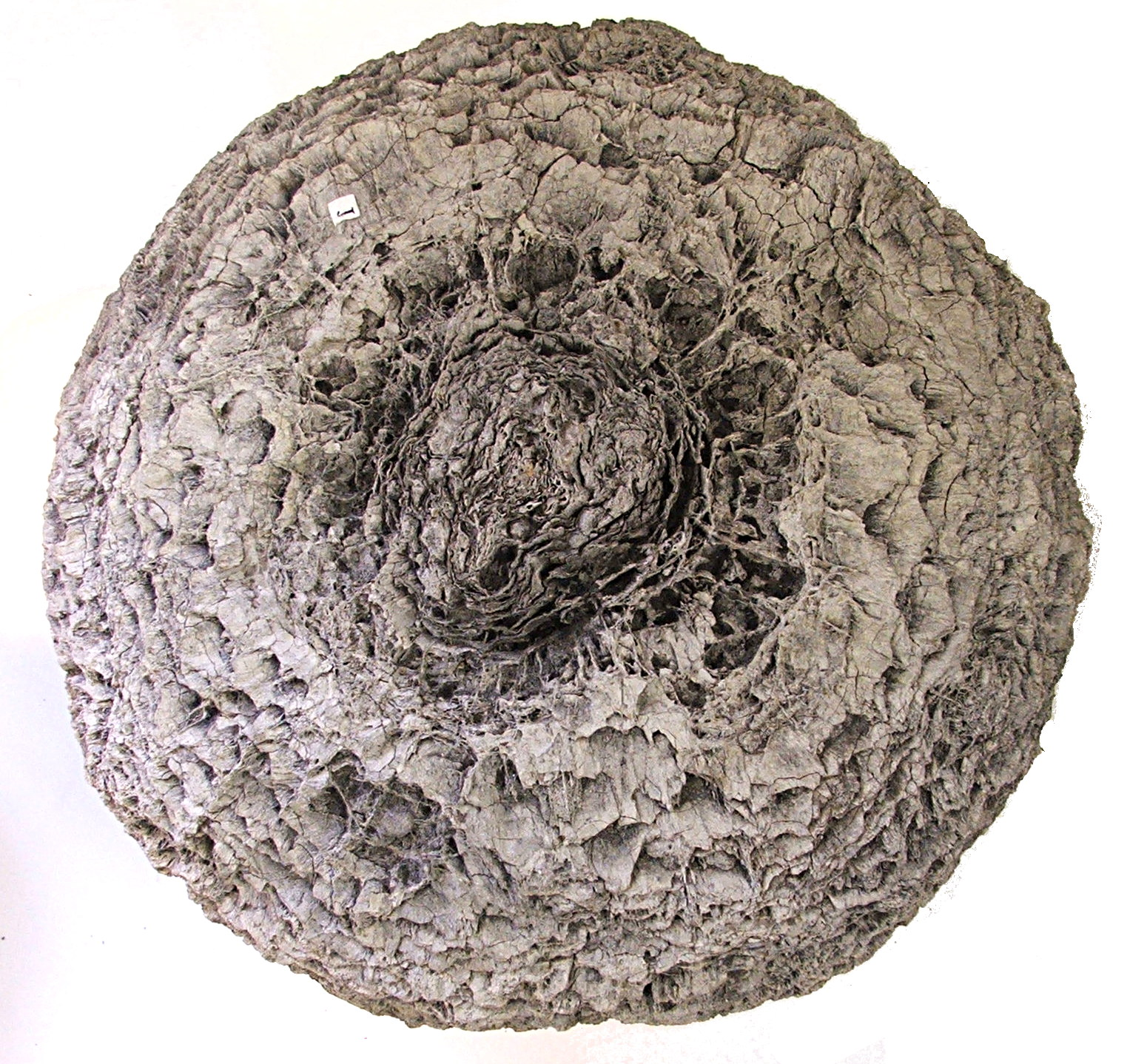
Esemplare di Bennettitales.Vista dall'alto.
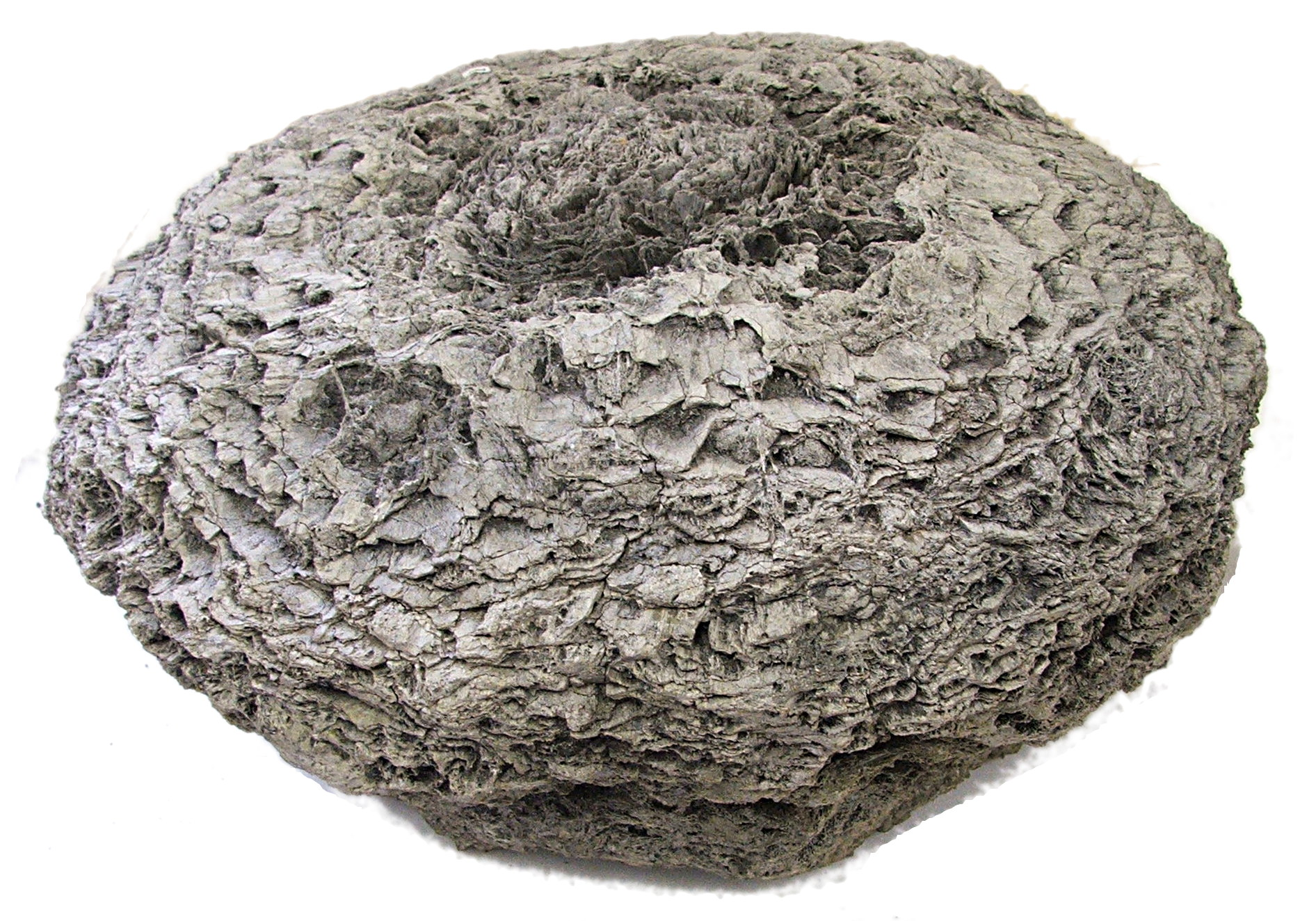
Esemplare di Bennettitales. Vista laterale.
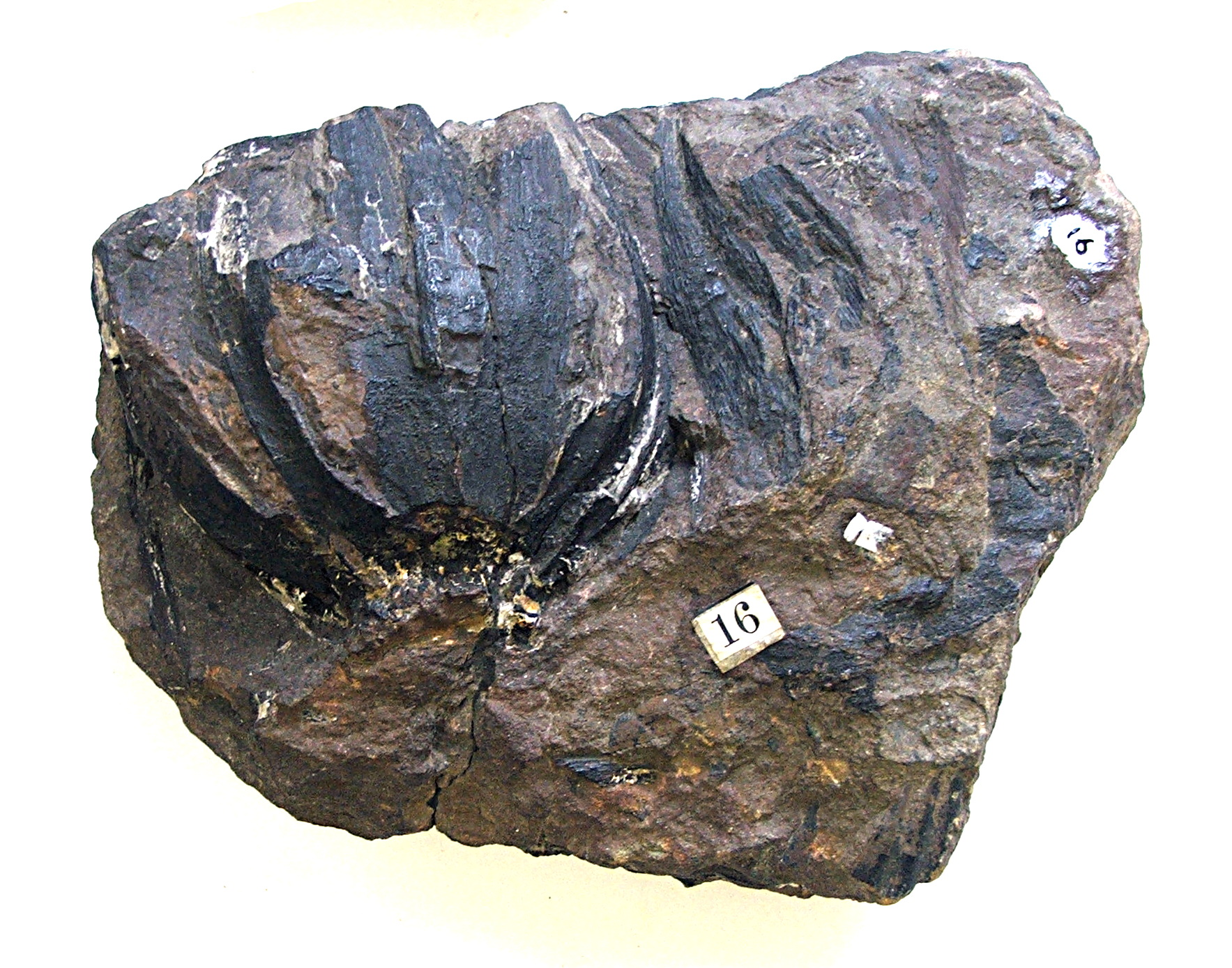
Struttura fiorale.